# حارة لينين (المنصورة)

تعديل مصدري - تعديل

حارة لينين هي إحدى حارات حي الثورة الواقع بمديرية المنصورة التابعة لمحافظة عدن، بلغ تعداد سكانها 1519 نسمة حسب تعداد اليمن لعام 2004.